# Sociëteit de Besognekamer

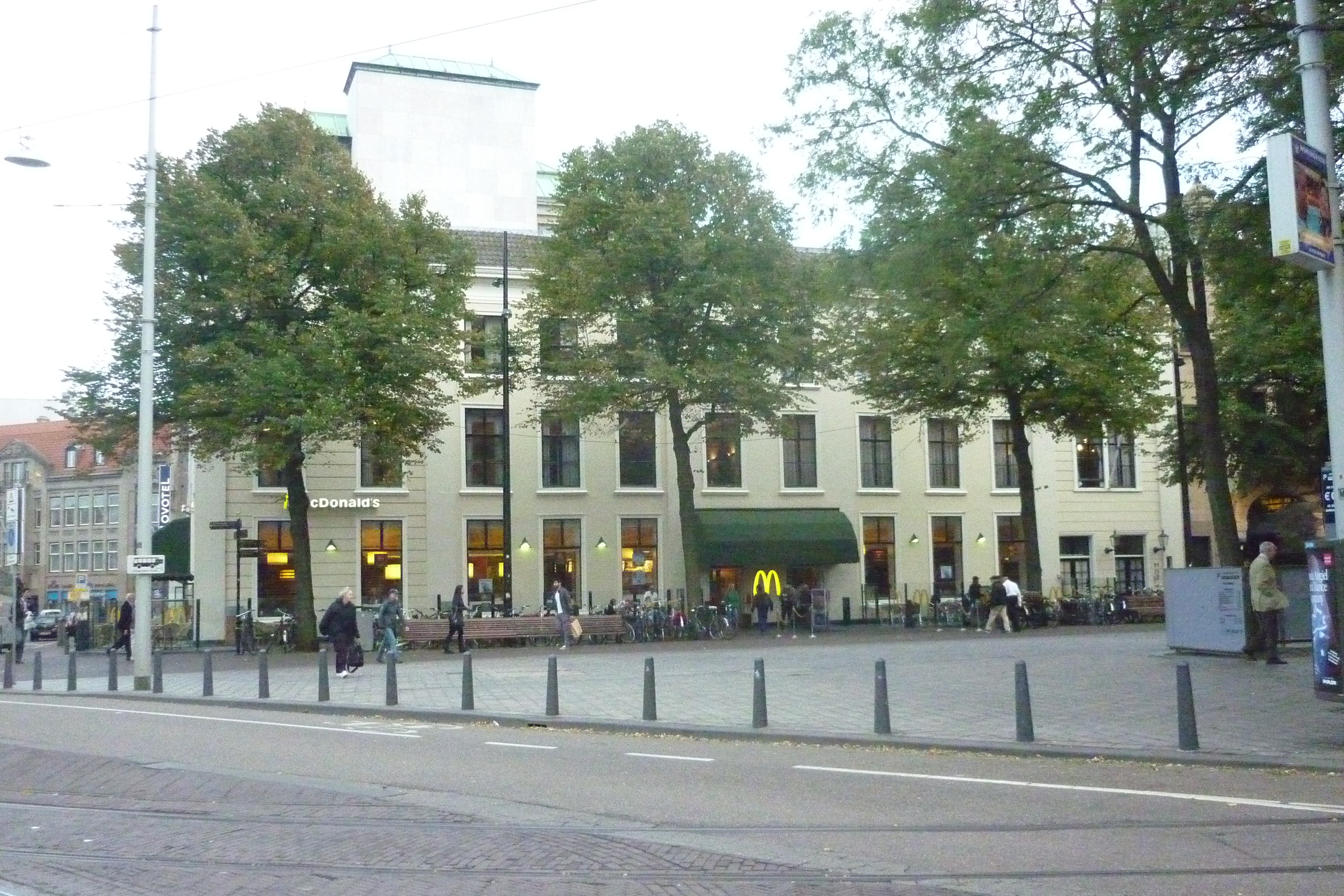
Pand van de Besognekamer aan het Buitenhof

Sociëteit de Besognekamer is een herensociëteit op het Buitenhof 22 in Den Haag.
De Besognekamer is opgericht in 1795, na de vlucht van stadhouder Willem V en het uitroepen van de Bataafse Republiek. Het 'Bataafse' stadsbestuur vestigde in het openbare koffiehuis op het Binnenhof een sociëteit waar heren bij elkaar konden komen om de politiek te bespreken. Op deze wijze trachtte men onder meer de politieke elite onder controle te houden. Alleen volksvertegenwoordigers, andere hoge ambtsdragers en de lokale politieke elite mochten lid worden. De sociëteit werd in 1796 verplaatst naar Buitenhof 37, dat tot 1795 in gebruik was als 'naturaliënkabinet' van Willem V. Men mocht nu zelf weten wie men als lid wilde accepteren. In 1807 verhuisde de sociëteit opnieuw, en zij vond een goede locatie op de hoek van het Buitenhof en de Hofweg, waar voorheen het Logement van Leiden gehuisvest was.
In 1850 had De Besognekamer ongeveer 200 gewone leden en 50 buitengewone leden. Nog steeds bestond een groot deel van de leden uit bestuurders, politici en magistraten, onder wie bijna zestig leden van de Eerste en Tweede Kamer. De adel was er daarentegen, met nog geen 20%, ondervertegenwoordigd ten opzichte van de twee andere 'exclusieve' sociëteiten in Den Haag, de Plaats Royaal en de Grande Société.
Een rel werd veroorzaakt door de deballotage (weigering als lid) van het Friese liberale Kamerlid A.F. Jongstra, vermoedelijk vanwege zijn opvattingen over het belastingstelsel. Twaalf andere Kamerleden zegden hun lidmaatschap van de sociëteit op.
In 1946 werd ter gelegenheid van het 150-jarig bestaan een boek uitgegeven, "De Besognekamer 1795-1945", samengesteld door A.D.R. Verbeek. Er werden 270 exemplaren gemaakt. De club heeft ongeveer 65 leden.
Tegenwoordig is de Besognekamer een bridgesociëteit, er is een bibliotheek en een kamer met een snookertafel. De begane grond is ingericht als fastfoodrestaurant.